# Nicolás de Lorena
Nicolás de Anjou (Nancy, 1448 – ibídem, 1473) fue hijo de Juan de Anjou, Duque de Lorena y de María de Borbón, por tanto sus abuelos paternos fueron la duquesa Isabel de Lorena, y el rey Renato I de Nápoles; mientras que los maternos fueron el duque Carlos I de Borbón y su esposa Inés de Borgoña
En 1470 sucedió a su padre como duque de Lorena y asumió de la misma forma el título de Marqués de Pont-à-Mousson, Duque de Calabria y Príncipe de Gerona, como heredero aparente de su abuelo en el Ducado de Bar, el Reino de Nápoles, y la Corona Aragonesa respectivamente.
Nunca se casó, pero estuvo comprometido en matrimonio con Ana de Francia, la hija de Luis XI y Carlota de Saboya, la que posteriormente sería Regente de Francia y duquesa de Borbón por su matrimonio con Pedro II. El matrimonio no se llevaría a cabo, debido a que Nicolás desistió en su idea de una alianza francesa y se acercó a los borgoñones, cuyo duque Carlos el Temerario entregó a su hija María en matrimonio (la posteriormente emperatriz del Sacro Imperio Romano Germánico con Maximiliano I), lo que tampoco se llegaría a realizar.
A su muerte, con 25 años, el ducado de Lorena fue heredado por su tía Yolanda de Anjou.
| Predecesor: Juan II | Duque de Lorena 1470-1473 | Sucesor: Yolanda de Anjou |

- Datos: Q704267
- Multimedia: Nicholas I, Duke of Lorraine (1448-1473) / Q704267